# Corpse Flower
Corpse Flower è il quarto album in studio del cantautore avant-garde metal statunitense Mike Patton. Ha visto la partecipazione del compositore francese Jean-Claude Vannier, ed è stato pubblicato il 13 settembre 2019 dalla Ipecac Recordings.

## Descrizione

### Premessa
Mike Patton e Jean-Claude Vannier si incontrarono per la prima volta nel 2011, per un concerto tributo a Serge Gainsbourg tenutosi all'Hollywood Bowl. Jean-Claude Vannier descrisse Mike Patton come un "cantante formidabile", affermando anche che avevano "creato una forte, bellissima e sincera collezione musicale di vario genere, affiancato ad un'amicizia".

### Le strumentazioni
L'album consiste in Mike Patton che canta svariati brani di Jean-Claude Vannier. Mike Patton venne affiancato da una band di Los Angeles, mentre Jean-Claude Vannier da un'orchestra do Parigi.

## Tracce
Testi di Mike Patton (eccetto dove indicato), musiche di Jean-Claude Vannier.
1. Ballade C.3.3. – 3:21 (testo: Oscar Wilde)
2. Camion – 3:23
3. Chansons d'Amour – 4:22
4. Cold Sun Warm Beer – 3:40
5. Browning – 3:14
6. Hungry Ghost – 3:48
7. Corpse Flower – 2:53
8. Insolubles – 4:08 (testo: Ariane Bomsel, Jean-Claude Vannier)
9. On Top Of The World – 3:20
10. Yard Bull – 4:21
11. A Schoolgirl's Day – 3:27
12. Pink and Bleue – 3:14

Durata totale: 43:11